# Les Âmes tigrées
Les Âmes tigrées est le treizième tome de la série de bande dessinée Seuls, écrit par Fabien Vehlmann et dessiné par Bruno Gazzotti, sorti le 11 novembre 2021 aux éditions Dupuis. Il s'agit du quatrième et dernier tome du troisième cycle. On comprend que Dodji n’a pas le droit de laisser éclater la guerre.

## Synopsis
Dodji accepte de passer l'épreuve du Maître-Fou. Il arrive à lui voler la clé qui crée des portails à volonté. Il délivre Melchior, son voisin de cellule, qui lui révèle que lui et ses amis de Fortville sont des « âmes tigrées », des enfants qui refusent de choisir entre les familles du Bien et du Mal et qui pourraient servir de médiateurs entre les deux clans. Dodji n'a qu'une hâte: réunir ses amis dont il a été séparé trop longtemps. Ainsi, ils seront ensemble pour affronter la terrifiante « Guerre des Limbes » qui s'annonce. Mais il va aussi rencontrer Camille.

## Réception

### Accueil critique
Le site web Bédéthèque recense 19 votes des lecteurs qui, en moyenne, donnent une note de 3,5/5 à la bande dessinée.
Les avis de SensCritique sont légèrement moins bons, puisque 116 personnes mettent en moyenne 6,3/10 à la bande dessinée.

### Ventes
Les Âmes tigrées est tiré à 110 000 exemplaires pas les éditions Dupuis.
La semaine suivant sa parution le 11 novembre 2021, l'album prend la quatorzième place du Top 20 des meilleurs ventes de BD. Il ne paraît ensuite plus dans ce Top 20 la semaine du 3 au 9 janvier 2022, il y sera donc resté au moins une semaine. 